# ヴィルナのガオン
ヴィルナのガオン（イディッシュ語: דער װילנער גאון, ポーランド語: Gaon z Wilna, リトアニア語: Vilniaus Gaonas）、本名 Elijah ben Solomon Zalman（ヘブライ語: ר' אליהו בן שלמה זלמן (Rabbi Eliyahu ben Shlomo Zalman)）は16世紀のポーランド・リトアニア共和国におけるユダヤ人における宗教的および文化的権威の一人である。

## 生涯
ヴィルナのガオンは、ラビの名家の下に1720年4月23日にポーランド・リトアニア共和国Sialiecに Elijah Ben Solomon Zalmanという名で生まれた。伝承では、4歳までにヘブライ語聖書を暗記し、7歳の時にはのちにエルサレム・タルムードの解説書(Pnei Moshe)を著することとなるモージズ・マーゴリーズにタルムードについて学んでいたといい、さらに8歳のころからは天文学を学び、10歳からは家庭教師なしに勉強をし、11歳になるまでにタルムードを暗記していたという。
彼の成人後、ポーランドやドイツのユダヤ人コミュニティを放浪し、20歳のころにはラビらはユダヤ法における難題を彼に問うようになり、1748年にヴィルナに戻った。
ヴィルナに戻った後はラビになることを拒み、学びと祈りに身を捧げながら隠居するが、彼の評判はユダヤ人社会全体に広まっていった。
1770年代頃には、ハシディズムがヴィルナに及ぶようになり、ラビやポーランドのユダヤ人コミュニティの長らと共に、その影響を検証した。
彼らはこの動きを認めず、ハシディズムの信奉者に対して1772年に最初のヘーレム(破門)を行い、彼らの書物を焼却した。40歳ごろからは経験を積んだ学者らへの教授を行うが、そのような学者らの中にはのちにヴァウォジンのイェシーバーを創設したハイム・ヴォロジンもいた。
1797年に亡くなり、ヴィリニュスの墓地に埋葬されたが、1831年に埋葬された墓所は閉鎖となり、1950年にスタジアムやコンサートホールの建設のために彼の遺骸は家族のものと共に移されたが、これは論争を引き起こすこととなった。

## その他
彼の知識はユダヤ教に関連したもののみならず、彼は少なくとも10か国語を話すことができ、数学等の科学にも精通していた。彼はヘブライ語聖書の研究やヘブライ語文法の研究に多大な時間を費やし、基本数学の入門書であるAyil Meshulashと呼ばれる数学書を著したと言われる。